# Corymorpha pendula
Corymorpha pendula is een hydroïdpoliep uit de familie Corymorphidae. De poliep komt uit het geslacht Corymorpha. Corymorpha pendula werd in 1862 voor het eerst wetenschappelijk beschreven door L. Agassiz. 